# La Donna Velata
La Donna Velata (Italiaans voorː De vrouw met de sluier) is een olieverfschilderij van de Italiaanse kunstschilder Rafaël, voltooid in 1515. Het werk bevindt zich in de collectie van de Galleria Palatina in Palazzo Pitti in Florence in Italië.

## Afbeelding
La Donna Velata is een portret van een jonge vrouw. Ze gaat gekleed in een elegant witte moiré blouse en een delicate met goud versierde jurk. Op haar hoofd draagt ze een ecru kleurige linnen sluier, waaraan het werk haar titel dankt. De losse krul op haar voorhoofd suggereert een zekere nonchalance. Het model is weergegeven tegen een effen donkere achtergrond waarmee extra contrastwerking wordt bewerkstelligd, zoals in het hele werk veel aandacht is voor schaduwwerkingen.
De afbeelding van de jonge vrouw getuigt van een grote technische vaardigheid en is voor die tijd ongewoon realistisch en natuurgetrouw, in het bijzonder ook in de weergave van de huid en texturen. De dame oogt ernstig en sereen, maar de weergave is geenszins moraliserend, zoals in die tijd vaak gebruikelijk was. Parallellen zijn in dat opzicht wel getrokken met de Mona Lisa van Leonardo da Vinci, dat in dezelfde periode werd geschilderd.

## Model
Doorgaans wordt aangenomen dat de afgebeelde vrouw Margarita Luti is, ook wel la fornarina genoemd, de geliefde van Rafaël en voor hem de belichaming van absolute schoonheid. Deze hypothese wordt bevestigd door de gelijkenis van de vrouw met modellen op andere werken van de kunstenaar, zoals de Sixtijnse Madonna en La Fornarina, hoewel deze vergelijkingen niet alle twijfel weg kunnen nemen.
De belangrijkste ondersteuning voor de hypothese dat het hier Margarita Luti betreft komt van Giorgio Vasari, die rond 1560 een biografie over Rafaël schreef. Daarin repte hij over een vrouw van wie Rafaël hield "tot aan zijn dood" en van wie hij een "springlevend" portret maakte, dat bij schrijven van de biografie in het bezit zou zijn van de Florentijnse handelaar Matteo Botti. Waarschijnlijk betrof dit het hier besproken portret en kwam het in 1619 via een erfenis van een lid van zijn familie terecht in de collectie van de Medici.

## Galerij

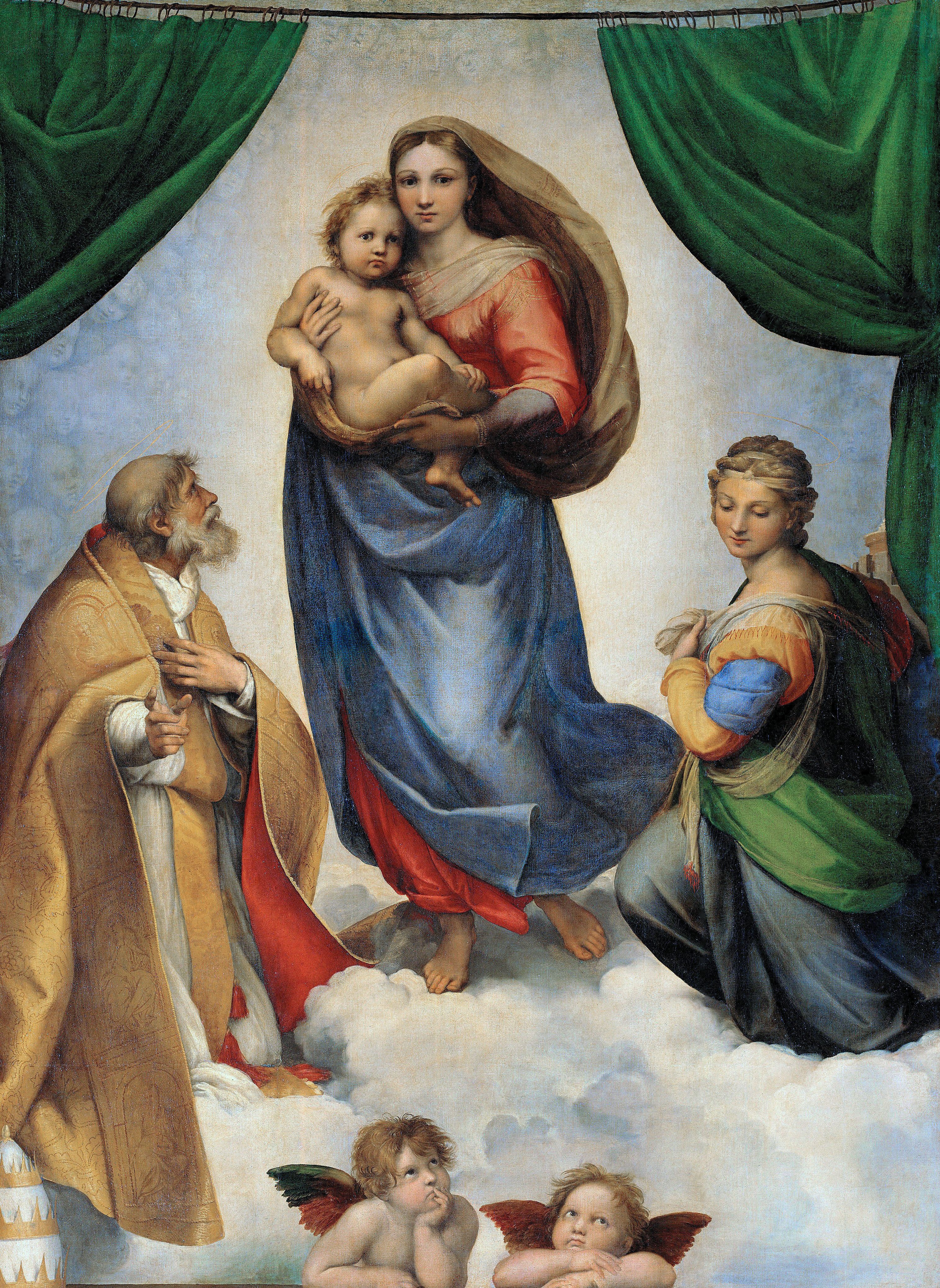
Rafaël: Sixtijnse Madonna, 1515
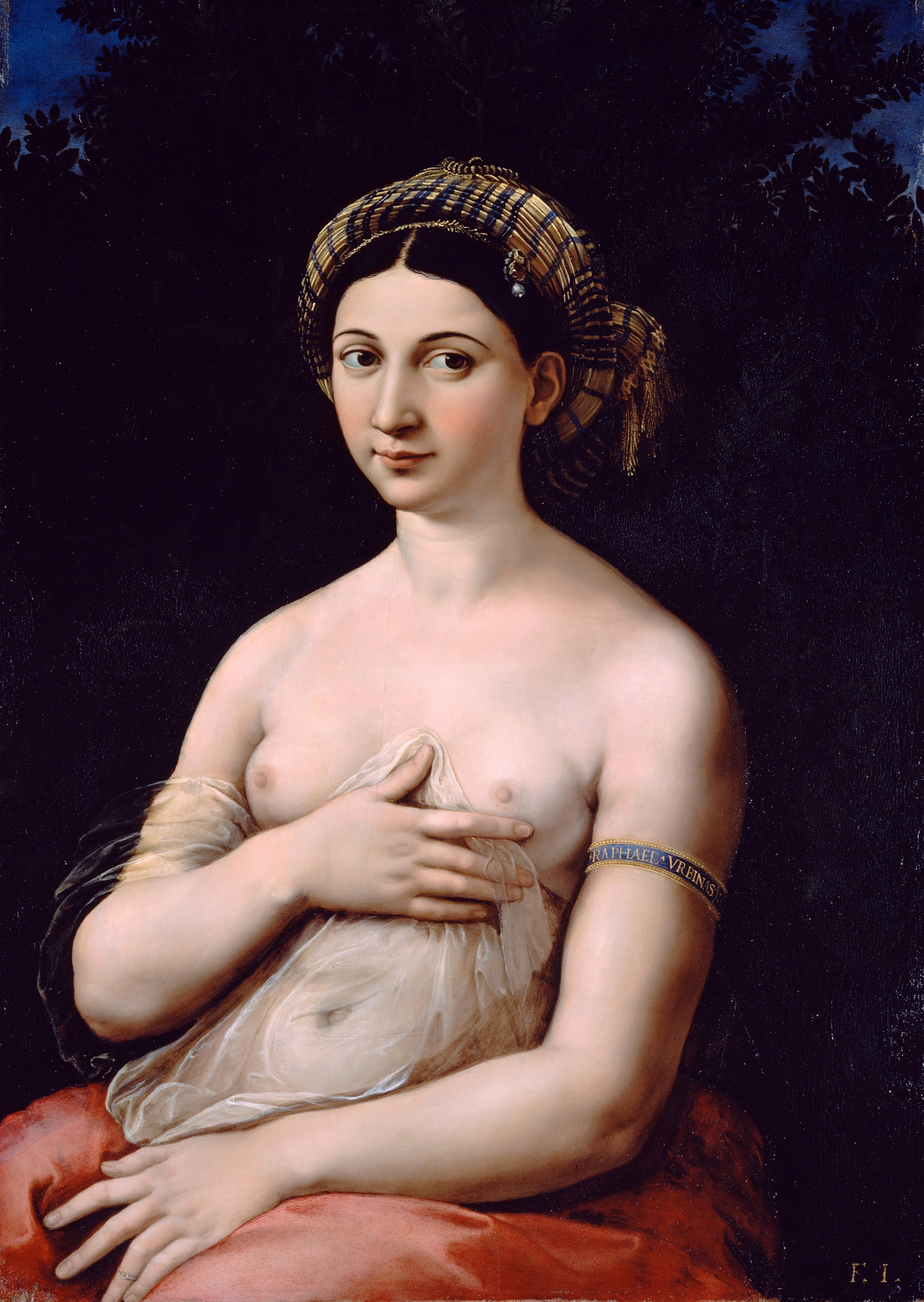
Rafaël: La Fornarina, 1518-1519
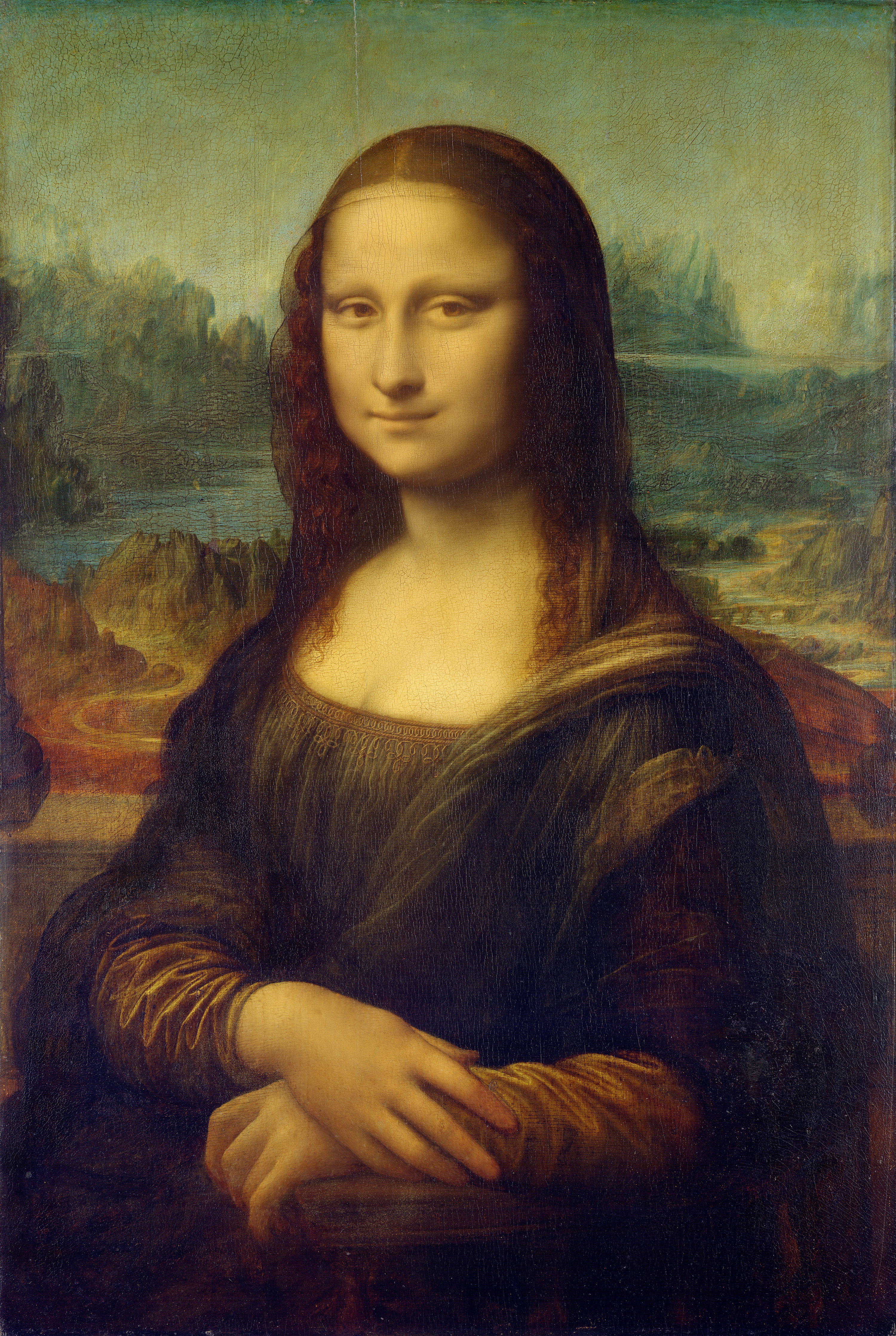
Da Vinci: Mona Lisa, 1503-1505